# Olivier-Maxence Prosper
Pour les articles homonymes, voir Olivier, Maxence et Prosper.
Olivier-Maxence Prosper, né le  3 juillet 2002 à Montréal au Québec, est un joueur canadien de basket-ball évoluant au poste d'ailier fort voire d'ailier.

## Biographie

### Carrière universitaire
Entre 2020 et 2021, il joue pour les Tigers de Clemson à l'université de Clemson. Bénéficiant d'un faible de temps de jeu il entre dans le portail des transferts NCAA.
En avril 2021, il s'engage avec les Golden Eagles de Marquette et y joue pendant deux saisons. En mai 2023, il confirme son inscription à la draft 2023 où il reçoit de bons signaux au NBA Draft Combine (en), il est attendu entre la fin du premier tour et le début du second.

### Carrière professionnelle

#### Mavericks de Dallas
Lors de la draft 2023, il est choisi en 24e position par les Kings de Sacramento, puis envoyé aux Mavericks de Dallas.

## Palmarès

### Sélection nationale
- Médaille de bronze à la Coupe du monde U19 2021 en Lettonie.

## Statistiques

### Universitaires
| Saison    | Équipe    | Matchs | Titul. | Min./m | % Tir | % 3pts | % LF | Rbds/m. | Pass/m. | Int/m. | Ctr/m. | Pts/m. |
| --------- | --------- | ------ | ------ | ------ | ----- | ------ | ---- | ------- | ------- | ------ | ------ | ------ |
| 2020-2021 | Clemson   | 22     | 2      | 9,7    | 34,6  | 16,7   | 68,2 | 1,86    | 0,27    | 0,18   | 0,14   | 2,45   |
| 2021-2022 | Marquette | 32     | 25     | 20,7   | 46,1  | 31,7   | 82,0 | 3,31    | 0,91    | 0,88   | 0,12   | 6,62   |
| 2022-2023 | Marquette | 36     | 35     | 29,1   | 51,2  | 33,9   | 73,5 | 4,67    | 0,67    | 0,92   | 0,14   | 12,50  |
| Carrière  | Carrière  | 90     | 62     | 21,4   | 47,8  | 31,6   | 74,9 | 3,50    | 0,66    | 0,72   | 0,13   | 7,96   |